# Marcelle Marina

Marcelle Marina, auf dem al-Schabaka-Magazin, 1967.

Marcelle Marina, arabisch مارسيل مارينا, DMG Mārsīl Mārīnā, geb. am 18. Februar 1955 in Beirut, ist eine libanesische Schauspielerin.
Sie begann ihre Schauspielkarriere als Kinderdarstellerin; ihre erste Rolle im Alter von neun Jahren war in dem Film Garo. Im Laufe ihrer Karriere trat sie in diversen Filme, Fernsehserien und Theaterstücken auf.

## Filmografie (Auswahl)
- 1964: Garo[1]
- 1965: Abu Salim fi Afriquia
- 1966: Moghamarat Chouchou
- 1968: Hotel of Dreams
- 1968: Vedaan ya Lobnan
- 1968: Bazy-e-shance
- 1982: Al Amana (Fernsehserie)
- 2006: Ghanoujet Baya (Fernsehserie)
- 2008: Al Taer el Maksour: The Broken Bird (Fernsehserie)
- 2011: Akher Khabar / Latest News (Fernsehserie)
- 2012: Jana El Omer: Reaping of Age (Fernsehserie)
- 2013: Helwe W Kezzebe: Beautiful Liar (Fernsehserie)
- 2014: Khtarab El Hay / Neighborhood Breakdown (Fernsehserie)